# Битва при Сорорене
Битва при Сорорене — часть серии сражений в конце июля 1813 года под общим названием «Битва при Пиренеях», в которых объединённые британские и португальские войска под командованием сэра Артура Уэлсли удерживали французские войска маршала Сульта, пытающиеся освободить Памплону.

## Предыстория
Пока значительные силы англо-португальской армии были скованы осадой Сан-Себастьяна и Памплоны, новый французский командующий маршал Сульт, имея под своим началом Испанскую армиею (Armée d’Espagne), начал контратаку через перевалы Майя и Ронсеваль. Хотя поначалу французы удерживали инициативу, труднопроходимая местность в сочетании с упорным сопротивлением англичан и португальцев замедлила продвижение французов до полной остановки.

## Битва

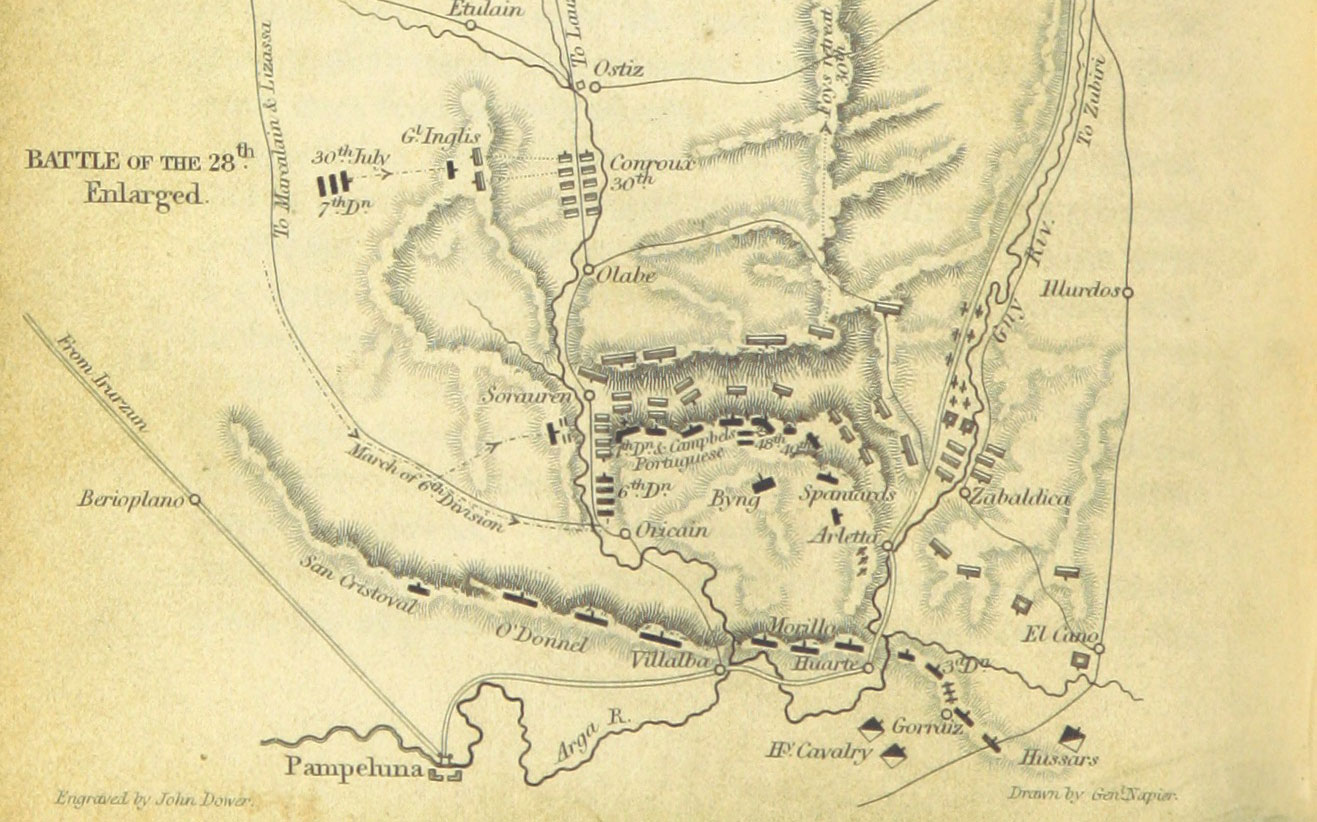
Карта битвы

Основная французская колонна примерно из 40 тыс. человек под командованием Клозеля и Рея пошла в атаку на Сорорен. 27 июля британские войска, численно сильно уступающие противнику, были построены на хребте Орикан. Уэлсли совершил эффектную поездку по гребню перед ликующими британскими и португальскими войсками, и Сульт отложил атаку на следующий день. К тому времени, когда французы начали атаковать, к союзникам прибыло подкрепление, в результате чего их общая численность составила около 24 тыс. человек.
28-го числа на вершине хребта произошёл кровавый и упорный бой, но защитникам удалось сдержать французов. Около полудня прибыла 6-я дивизия, и Уэлсли послал их атаковать французский фланг. Когда свежие подразделения союзников достигли поля битвы, Сульт приказал отступать. Французы потеряли 4000 человек, в то время как армия Уэлсли потеряла 1500 британцев, 1000 португальцев и 1000 испанцев.
30 июля отступление от Сорорена обошлось французам в 3500 человек, когда они пытались пробиться между армией Уэлсли и Сан-Себастьяном. В Беунсе 5100 португальцев и 4000 британцев отбили ещё одну попытку атаки.

## Итог

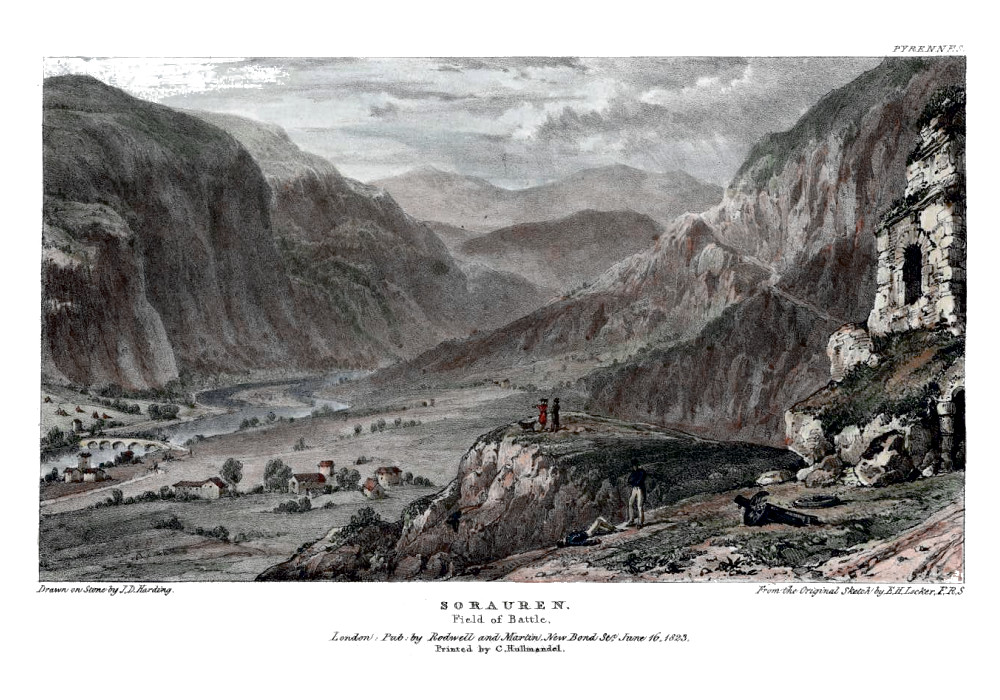
Пейзаж в районе Сорорена, написанный Эдвардом Хоком Локером через одиннадцать лет после битвы (1824 г.) и опубликованый в работе «Виды Испании».

Потеряв инициативу, Сульт отступил во Францию, чтобы подготовиться к обороне от неизбежного наступления союзников.